# اندرو ویلسون
اندرو کانینگهام ویلسون (به انگلیسی: Andrew Cunningham Wilson) (زاده ۲۲ اوت ۱۹۶۴) بازیگر، کارگردان آمریکایی است. اندرو دو برادر کوچکتر به نام‌های لوک و اوون ویلسون دارد که هر دو دست‌اندرکار سینما هستند. خانواده او ایرلندی‌تبار و کاتولیک هستند.

## فیلم‌شناسی
- زولندر (۲۰۰۱)
- تب استقرار (۲۰۰۵)
- ایدیوکراسی (۲۰۰۶)
- شلاق بزن (۲۰۰۹)
- سال بزرگ (۲۰۱۱)